# José Torres Cadena
Torres Cadena (Valle del Cauca, 1952. július 15. –) kolumbiai nemzetközi labdarúgó-játékvezető.

## Pályafutása

### Nemzeti játékvezetés
A küldési gyakorlat szerint rendszeres partbírói tevékenységet is végzett. 1985-ben lett az I. Liga játékvezetője. A nemzeti játékvezetéstől 1995-ben vonult vissza.

### Nemzetközi játékvezetés
A Kolumbiai labdarúgó-szövetség Játékvezető Bizottsága (JB) terjesztette fel nemzetközi játékvezetőnek, a Nemzetközi Labdarúgó-szövetség (FIFA) 1988-tól tartotta nyilván bírói keretében. A FIFA JB központi nyelvei közül a spanyolt beszéli. Több nemzetek közötti válogatott és klubmérkőzést vezetett, vagy működő társának partbíróként segített, illetve működő társának 4. bíróként segített. FIFA JB besorolás szerint első kategóriás bíró. A kolumbiai nemzetközi játékvezetők rangsorában, a világbajnokság-Európa-bajnokság sorrendjében a 2. helyet foglalja el 4 találkozó szolgálatával. Az aktív nemzetközi játékvezetéstől 1995-ben búcsúzott.

#### Labdarúgó-világbajnokság

##### U20-as labdarúgó-világbajnokság
Szaúd-Arábia rendezte a 7., az 1989-es ifjúsági labdarúgó-világbajnokságot, ahol a FIFA JB bíróként alkalmazta.

###### 1989-es ifjúsági labdarúgó-világbajnokság
| Időpont           | Helyszín                  | Mérkőzés típusa              | Mérkőzés      | Eredmény | Nézők száma |
| ----------------- | ------------------------- | ---------------------------- | ------------- | -------- | ----------- |
| 1989. február 17. | Fahd király Stadion, Taif | csoportmérkőzés (D. csoport) | Norvégia–Irak | 0 : 1    | 14 000      |

---
A világbajnoki döntőkhöz vezető úton Amerikai Egyesült Államokba a XV., az 1994-es labdarúgó-világbajnokságra a FIFA JB játékvezetőként alkalmazta. Világbajnokságon vezetett mérkőzéseinek száma: 4.

##### 1994-es labdarúgó-világbajnokság

###### Selejtező mérkőzés
| Időpont             | Helyszín              | Mérkőzés típusa            | Mérkőzés          | Eredmény | Nézők száma |
| ------------------- | --------------------- | -------------------------- | ----------------- | -------- | ----------- |
| 1993. július 25.    | Pueblo Nuevo Stadion, | CONMEBOL zóna (2. csoport) | Venezuela–Uruguay | 0 : 1    | 12 000      |
| 1993. augusztus 22. | Morumbi Stadion,      | CONMEBOL zóna (2. csoport) | Brazília–Ecuador  | 2 : 0    | 78 000      |

###### Világbajnoki mérkőzés
| Időpont          | Helyszín                        | Mérkőzés típusa              | Mérkőzés             | Eredmény | Nézők száma |
| ---------------- | ------------------------------- | ---------------------------- | -------------------- | -------- | ----------- |
| 1994. június 19. | Citrus Bowl Stadion, Orlando    | csoportmérkőzés (F. csoport) | Belgium–Marokkó      | 1 : 0    | 61 219      |
| 1994. június 28. | Giants Stadion, East Rutherford | csoportmérkőzés (E. csoport) | Írország–Norvégia    | 0 : 0    | 72 404      |
| 1994. július 10. | Giants Stadion, East Rutherford | egyik negyeddöntő            | Bulgária–Németország | 2 : 1    | 72 000      |
| 1994. július 13. | Rose Bowl Stadion, Pasadena     | egyik elődöntő               | Brazília–Svédország  | 1 : 0    | 91 856      |

#### Copa América
A torna döntőjéhez vezető úton Argentína a 35., az 1991-es Copa América és Ecuador a 36., az 1993-as Copa América labdarúgó tornát rendezte, ahol a CONMEBOL JB hivatalnokként foglalkoztatta.

##### 1991-es Copa América

###### Copa América mérkőzés
| Időpont          | Helyszín                           | Mérkőzés típusa              | Mérkőzés           | Eredmény | Nézők száma |
| ---------------- | ---------------------------------- | ---------------------------- | ------------------ | -------- | ----------- |
| 1991. július 10. | Nemzeti Stadion, Santiago de Chile | csoportmérkőzés (A. csoport) | Paraguay–Venezuela | 5 : 0    | 30 000      |

##### 1993-as Copa América

###### Copa América mérkőzés
| Időpont          | Helyszín                                  | Mérkőzés típusa              | Mérkőzés       | Eredmény | Nézők száma |
| ---------------- | ----------------------------------------- | ---------------------------- | -------------- | -------- | ----------- |
| 1993. június 18. | Alejandro Serrano Aguilar Stadion, Cuenca | csoportmérkőzés (B. csoport) | Paraguay–Chile | 1 : 0    | 20 000      |
| 1993. június 24. | Alejandro Serrano Aguilar Stadion, Cuenca | csoportmérkőzés (B. csoport) | Peru–Chile     | 1 : 0    | 20 000      |

#### Olimpiai játékok
Az 1992. évi nyári olimpiai játékok labdarúgó tornáján a FIFA JB játékvezetői feladatokkal bízta meg. Az olimpiák történetében második dél-amerikaiként és első kolumbiaiként a döntő találkozót vezethette.

##### 1992. évi nyári olimpiai játékok
| Időpont            | Helyszín                         | Mérkőzés típusa              | Mérkőzés                    | Eredmény | Nézők száma |
| ------------------ | -------------------------------- | ---------------------------- | --------------------------- | -------- | ----------- |
| 1992. július 28.   | Nova Creu Alta Stadion, Sabadell | csoportmérkőzés (C. csoport) | Svédország–Marokkó          | 4 : 0    | 5 000       |
| 1992. július 30.   | Nova Creu Alta Stadion, Sabadell | csoportmérkőzés (D. csoport) | Mexikó–Ghána                | 1 : 1    | 6 000       |
| 1992. augusztus 8. | Camp Nou Stadion, Barcelona      | döntő                        | Lengyelország–Spanyolország | 2 : 3    | 95 000      |

#### Nemzetközi kupamérkőzések
Vezetett kupadöntők száma: 4.

##### Interkontinentális kupa
| Időpont           | Helyszín               | Mérkőzés típusa | Mérkőzés                    | Eredmény | Nézők száma |
| ----------------- | ---------------------- | --------------- | --------------------------- | -------- | ----------- |
| 1994. december 1. | Nemzeti Stadion, Tokió | döntő           | AC Milan–CA Vélez Sarsfield | 0 : 2    | 47 886      |

##### Copa Libertadores
A Dél-amerikai Labdarúgó-szövetség (CONMEBOL) JB elismerve szakmai felkészültségét, több alkalommal is megbízta a döntő valamelyik mérkőzésének koordinálásával.
| Időpont             | Helyszín                              | Mérkőzés típusa        | Mérkőzés                             | Eredmény | Nézők száma |
| ------------------- | ------------------------------------- | ---------------------- | ------------------------------------ | -------- | ----------- |
| 1992. június 17.    | Morumbi Stadion, São Paulo            | döntő második mérkőzés | FC São Paulo–Newell’s Old Boys       | 1 : 0    | 105 200     |
| 1993. május 19.     | Morumbi Stadion, São Paulo            | döntő első mérkőzés    | FC São Paulo–CD Universidad Católica | 5 : 1    | 94 600      |
| 1994. augusztus 24. | José Amalfitani Stadion, Buenos Aires | döntő első mérkőzés    | CA Vélez Sarsfield–FC São Paulo      | 1 : 0    | 48 000      |

## Szakmai sikerek
Az IFFHS (International Federation of Football History & Statistics) 1987-2011 évadokról tartott nemzetközi szavazásán 151, játékvezető besorolásával minden idők 62, legjobb bírójának rangsorolta. A 2008-as szavazáshoz képest 14 pozíciót hátrább lépett.